# Frederick Koolhoven
Sytse Frederick Willem Koolhoven, född 11 januari 1886 i Bloemendaal, död 1 juli 1946 i Haarlem, var en nederländsk flygplanskonstruktör och flygpionjär.

## Biografi
Koolhoven sökte sig efter skolgången till bil- och motorcykelfabriken Minerva i Belgien där han fick anställning som mekaniker. Där uppmärksammades det att han även var duktig i att framföra fordon och kort efter sin anställning fick han delta i olika motortävlingar för Minervafabriken. När sedan Minerva ville öppna filialverksamhet i Nederländerna blev Koolhoven fabrikens första återförsäljare. Under en flyguppvisning i Nederländerna kom han i kontakt med flygplan, trots att han ansåg att de flygplan han sett var veka i konstruktionen bestämde han sig för att lära sig flyga och studera aerodynamik. Han lämnade sitt uppdrag för Minerva och for till Frankrike för att uppsöka bröderna Marcel och René Hanriot som drev en flygskola i Reims. Efter avslutad flygutbildning tilldelades han franskt flygcertifikat nummer 290 8 november 1910. Med flygcertifikatet i fickan återvände Koolhoven till Nederländerna där han erbjöds jobb vid Maatschappij voor Luchtvaart efter kort tid erbjöds han av Henri Wijnmalen att bli partner i företaget som bedrev verksamhet med flyguppvisningar och flygtävlingar. 1911 konstruerade Koolhoven sitt första flygplan Heidevogel, som var en modifierad kopia av ett Farmanflygplan. När företaget Maatschappij voor Luchtvaart tvingades i konkurs i slutet av 1911 sökte sig Koolhoven åter till Frankrike. Louis Bechereau som ansvarade för konstruktionen av Deperdussin erbjöd honom anställning på sitt konstruktionskontor.

### England
Under sommaren 1912 utsågs Koolhoven till chef för British Deperdussin Company Ltd i England. Här blev han verksam med de modifieringsarbeten som krävdes på de franska flygplanen för att passa den engelska marknaden. Dessutom ansvarade han för konstruktionsarbetet av Seagull. När sedan Deperdussin stängde sitt engelska dotterbolag erbjöds han anställning vid Sir W.G. Armstrong Whitworth and Co.
När första världskriget bröt ut i augusti 1914 betydde det att den brittiska krigsindustrin gick på högvarv. Krigsministeriet sände ut förfrågningar om nya flygplanstyper till alla tillverkare, för Koolhoven betydde det att hans flygplanstyper benämndes med bokstäverna FK samt modellnummer.
För Armstrong Whitworth konstruerade han spaningsflygplanet FK 3, som blev hans första riktigt stora framgång som konstruktör. Största framgången för Koolhoven vid Armstrong Whitworth blev FK 8 som beställdes i över 1700 exemplar. 
1917 erbjöds han anställning som chefskonstruktör vid British Aerial Transport Company Ltd (BAT). Hans fjärde konstruktion vid BAT blev jaktflygplanet FK.23 Bantam som tyvärr kom i produktion för sent för att delta i större omfattning under kriget. När freden kom var marknaden för militära flygplan mättad, Royal Air Force avbeställde flygplan som inte var levererade. Eftersom de flesta flygplan som användes civilt vid den här tiden var ombyggda stridsflygplan ansåg Koolhoven att det behövdes ett flygplan som var konstruerat för civil användning. Detta skulle leda till att flygplanet var optimalt för sin tjänst. För BAT:s räkning konstruerade han passagerarflygplanet FK.26 Commercial. Trots att flygplanet var det första flygplan konstruerat för civil tjänst lyckades inte BAT sälja något större antal flygplan på grund av flygvapnets stora utförsäljningar och BAT tvingades lägga ner sin verksamhet. Koolhoven och den nederländske flyglöjtnanten L. Coblijn försökte starta flygbolaget COBOR. Under september-oktober 1919 bedrev de passagerartrafik mellan Hounslow London - Soesterberg Amsterdam med en Commercial.

### Spyker
Koolhoven sökte konstruktörsjobb vid olika brittiska flygplanstillverkare men då ingen anställning fanns att uppbringa återvände han till Nederländerna i april 1920. Situationen i Nederländerna var som i England, inget företag behövde någon flygplanskonstruktör. Det enda större företaget inom flygindustrin var Anthony Fokkers Fokker, men där ville inte Koolhoven arbeta då han antog att han skulle tvingas ge upp sin självständighet som konstruktör. Istället återvände han till bilindustrin när han erbjöds ett arbete vid Nederlandsche Automobiel en Vliegtuigfabriek Trompenburg (Spyker). Där kom han att medverka vid konstruktionen av bilen Spyker C4. 
När nederländska staten grundade sin flygplansfabrik NV Nationale Vliegtuig Industrie (NVI) 1922 anställdes Koolhoven som konstruktör och chef. Hans första konstruktion för fabriken blev spanings- och jaktflygplanet FK.31. Flygplanet väckte stor uppmärksamhet när det ställdes ut på flygmässan i Paris 1922. För KLM utvecklades passagerarflygplanet FK.33, men flygplanet blev ingen ekonomisk framgång för NVI utan företagets verksamhet upphörde 1926.
Koolhoven bestämde sig då för att starta ett eget företag vid flygplatsen Waalhaven utanför Rotterdam. Till en början specialiserade man sig på små skol- och privatflygplan. Verksamheten utökades senare med militära flygplan och passagerarflygplan. Totalt kom man att konstruera 21 olika prototypflygplan vid fabriken. 
Största framgången för Koolhoven blev privatflygplanet FK.41 som tillverkades i sex exemplar vid fabriken, dessutom köpte Desoutter Aircraft Company rätten att licenstillverka flygplanet under namnet Desoutter / Dolphin
Med FK.51 kom den största framgången för företaget, flygplanet tillverkades i drygt 160 exemplar och levererades till nederländska försvaret samt Spanien. 
Fram till 1938 växte företaget stadigt, antalet anställda var nu runt 1200 personer och framtiden för bolaget såg ljus ut. Men 10 maj 1940 invaderades Nederländerna av Tyskland. Samtliga flygfällt i Nederländerna bombades och ett av de första målen var Koolhovens fabriksanläggningar vid flygplatsen i Waalhaven. Koolhoven överlevde andra världskriget men avled 1 juli 1946 i sviterna efter en stroke.

## Flygplan konstruerade av Koolhoven
- 1911 Heidevogel
- Armstrong Whitworth Sissit
- Armstrong Whitworth FK 2
- Armstrong Whitworth FK 3 'Little Ack'
- Armstrong Whitworth FK 4
- Armstrong Whitworth FK 7
- Armstrong Whitworth FK 8
- Armstrong Whitworth FK 9
- Armstrong Whitworth FK 10
- Armstrong Whitworth FK 12
- Armstrong Whitworth FK 13
- BAT FK.20
- BAT FK.21
- BAT FK.22
- BAT FK.23 Bantam
- BAT FK.24 Baboon
- BAT F.K.24 Basilisk
- BAT F.K.26 Commercial
- BAT FK.27
- BAT F.K.28 Crow
- NVI FK.29
- NVI FK.31
- NVI FK.32
- NVI FK.33
- NVI FK.34
- Koolhoven FK.30 'Toerist'
- Koolhoven FK.35
- Koolhoven FK.36
- Koolhoven FK.37
- Koolhoven FK.39
- Koolhoven FK.40
- Koolhoven FK.41
- Koolhoven FK.42
- Koolhoven FK.43
- Koolhoven FK.44 'Koolmees'
- Koolhoven FK.45
- Koolhoven FK.46
- Koolhoven FK.47
- Koolhoven FK.48
- Koolhoven FK.49
- Koolhoven FK.49A
- Koolhoven FK.50
- Koolhoven FK.51
- Koolhoven FK.52
- Koolhoven FK.53 'Junior'
- Koolhoven FK.54
- Koolhoven FK.55
- Koolhoven FK.56
- Koolhoven FK.57
- Koolhoven FK.58
- Koolhoven FK.59